# Chez ma tante
Pour plus de détails, voir Fiche technique et Distribution.
Chez ma tante est un téléfilm policier français réalisé par Daniel Ravoux, d’après un scénario de Jean-Pierre Igoux et Daniel Ravoux.

## Synopsis
Depuis 15 ans, Jeanne Lafarge travaille au mont de piété. Avec la pauvreté qui augmente, elle voit souvent ses clients revenir… Révolté par les 40 % que l’on donne en échange des objets gagés, elle se déguise en veille femme, et fait des braquages pour soulager la misère …  

## Fiche technique
- Scénario : Jean-Pierre Igoux et Daniel Ravoux
- Réalisateur : Daniel Ravoux
- Productrice : Françoise Castro
- Production : B.F.C. Production et France 2
- Directeur de la photographie : Philippe Ros
- Script : Cenzina Lorelli Perotta
- Musique : Jean-Claude Ghrenassia
- Genre : Comédie dramatique
- Création : ( France)
- Durée :  1h30’
- Diffusion : 1993 ( France)

## Distribution
- Claire Nadeau : Jeanne Lafarge
- Sophie Bouilloux : Cathy
- Grégori Derangère  : Clément
- François Dunoyer : Vallier
- Gérard Loussine : David
- Bernard Pinet : Mickey
- Jacques Serres : Duprés